# Žatec (ort i Tjeckien, Ústí nad Labem)
Žatec är en stad i Tjeckien. Den ligger i regionen Ústí nad Labem, i den nordvästra delen av landet, 70 km väster om huvudstaden Prag. Žatec ligger 243 meter över havet och antalet invånare är 19 271 (2016).